# Kontiolahti
Kontiolahti (Kontiolax in svedese) è un comune finlandese di 15157 abitanti, situato nella regione della Carelia Settentrionale.

## Sport
Stazione sciistica specializzata nello sci nordico, Kontiolahti ha ospitato in più occasioni competizioni internazionali di biathlon, tra le quali tre rassegne iridate (nel 1990, nel 1999 e nel 2015) e numerose tappe della Coppa del Mondo.
La cittadina ha anche organizzato numerose gare di sci di fondo, tra le quali diverse edizioni dei Campionati finlandesi.